# Sălsig (gmina)
Sălsig – gmina w Rumunii, w okręgu Marmarosz. Obejmuje tylko jedną miejscowość Sălsig. W 2011 roku liczyła 1641 mieszkańców.